# Petr Šikula
Petr Šikula (* 24. února 1974 Nové Město na Moravě) je český římskokatolický kněz, od roku 2020 farář ve farnosti Brno-Líšeň a od roku 2021 rovněž administrátor farnosti Brno-Nová Líšeň. V letech 2013–2018 byl rektorem Papežské koleje Nepomucenum.

## Život
Vystudoval teologii na Papežské lateránské univerzitě v Římě a po ukončení studia působil ve farnosti u katedrály sv. Petra a Pavla v Brně, a to postupně jako pastorační asistent (od 1. července 1999), jáhen (od 22. srpna 1999), farní vikář (od 1. července 2000), administrátor farnosti a farář (od 1. února 2010). V brněnské katedrále také přijal obě svěcení (jáhenské 22. srpna 1999, kněžské 24. června 2000).
Od 7. prosince 2011 je také kanovníkem Královské stoliční kapituly sv. Petra a Pavla v Brně (nejdříve II. sídelním kanovníkem, od 4. února 2019 kanovníkem nesídelním (čestným). 
Na návrh České biskupské konference byl k 1. srpnu 2013 jmenován rektorem Papežské koleje Nepomucenum. Tuto funkci vykonával do roku 2018. Od 15. června 2018 byl farářem ve farnosti Klobouky u Brna. K 1. září 2020 byl jmenován farářem ve farnosti Brno-Líšeň a k 1. lednu 2021 se stal také administrátorem nově zřízené farnosti Brno-Nová Líšeň.

## Dílo
- Když nevíš, tak se zeptej proč, Cesta, Brno 2002, ISBN 80-7295-030-4
- Už víš proč?, Cesta, Brno 2003, ISBN 80-7295-046-0